# ديسبيرجيا
ديسبيرجيا (Duisbergia)، هو جنس نبات منقرض ينتمي إلى شعيبة النباتات الذئبية، وجدت له حفريات متحجرة في أوروبا. وهذا النبات عاش في العصر الديفوني منذ حوالي 350 إلى 400 مليون سنة ويشبه الأشجار الكبيرة.